# 3804-es mellékút (Magyarország)
A 3804-es számú mellékút egy csaknem 18 kilométeres hosszúságú, négy számjegyű mellékút Borsod-Abaúj-Zemplén vármegye keleti részén; a Bodrogközben fekvő Cigánd városát köti össze keleti szomszédaival.

## Nyomvonala
A 381-es főútból ágazik ki, annak a 35+800-as kilométerszelvénye közelében, Cigánd keleti külterületei között, északkeleti irányban. Lakott helyeket a város területén nem is nagyon érint, és kevéssel a második kilométere után eléri Ricse határát, ahol azt követve északnak fordul. Mintegy fél kilométeren át a határvonalat követi, majd egy újabb irányváltással lép teljesen e település területére. A falu első házait 6,2 kilométer után éri el, ahol a Vasút utca nevet veszi fel, majd a központban, kevéssel a hetedik kilométere után egy elágazáshoz ér, ahol észak felől beletorkollik a Semjéntől idáig húzódó 3808-as út. Ugyanott a 3804-es délkeletnek is fordul, és Vörösmarty Mihály utca néven folytatódik a lakott terület széléig, amit nagyjából 7,7 kilométer után ér el.
8,8 kilométer után átszeli Révleányvár határát, e községbe majdnem pontosan a 12. kilométerénél érkezik meg, s ott a Ricsei utca nevet veszi fel. A központban, 12,6 kilométer után itt is egy elágazása következik: dél felől a 3832-es út torkollik bele, amely egykor Kisvárdától húzódott idáig, de az itteni kompátkelő megszüntetése után funkcióit nagyrészt elvesztette. A 3804-es innentől a Fő utca nevet viseli, a belterület keleti széléig, amit 13,4 kilométer után ér el; ott még egy elágazása van: északról, Dámóc felől a 3809-es út torkollik bele.
A 15. kilométerétől Zemplénagárd közigazgatási területén folytatódik, e település belterületét nagyjából 16,5 kilométer után éri el. Lányvári utca néven húzódik a faluközpont déli részéig, ahol véget is ér; ugyanott található a 3807-es út végpontja is, valamint ott ágazik ki a 38 308-as számú mellékút is, amely a Tisza tuzséri kompjához vezet.
Teljes hossza, az országos közutak térképes nyilvántartását szolgáló kira.kozut.hu adatbázisa szerint 17,653 kilométer.

## Települések az út mentén
- (Cigánd)
- Ricse
- Révleányvár
- Zemplénagárd

## Története
A Kartográfiai Vállalat 1990-es kiadású Magyarország autóatlasza a Cigánd-Ricse közti szakaszát kiépített, pormentes útként tünteti fel, a fennmaradó része egy fokozattal gyengébb burkolatminőségű, portalanított útként szerepel az atlasz térképén.